# Château Ramezay

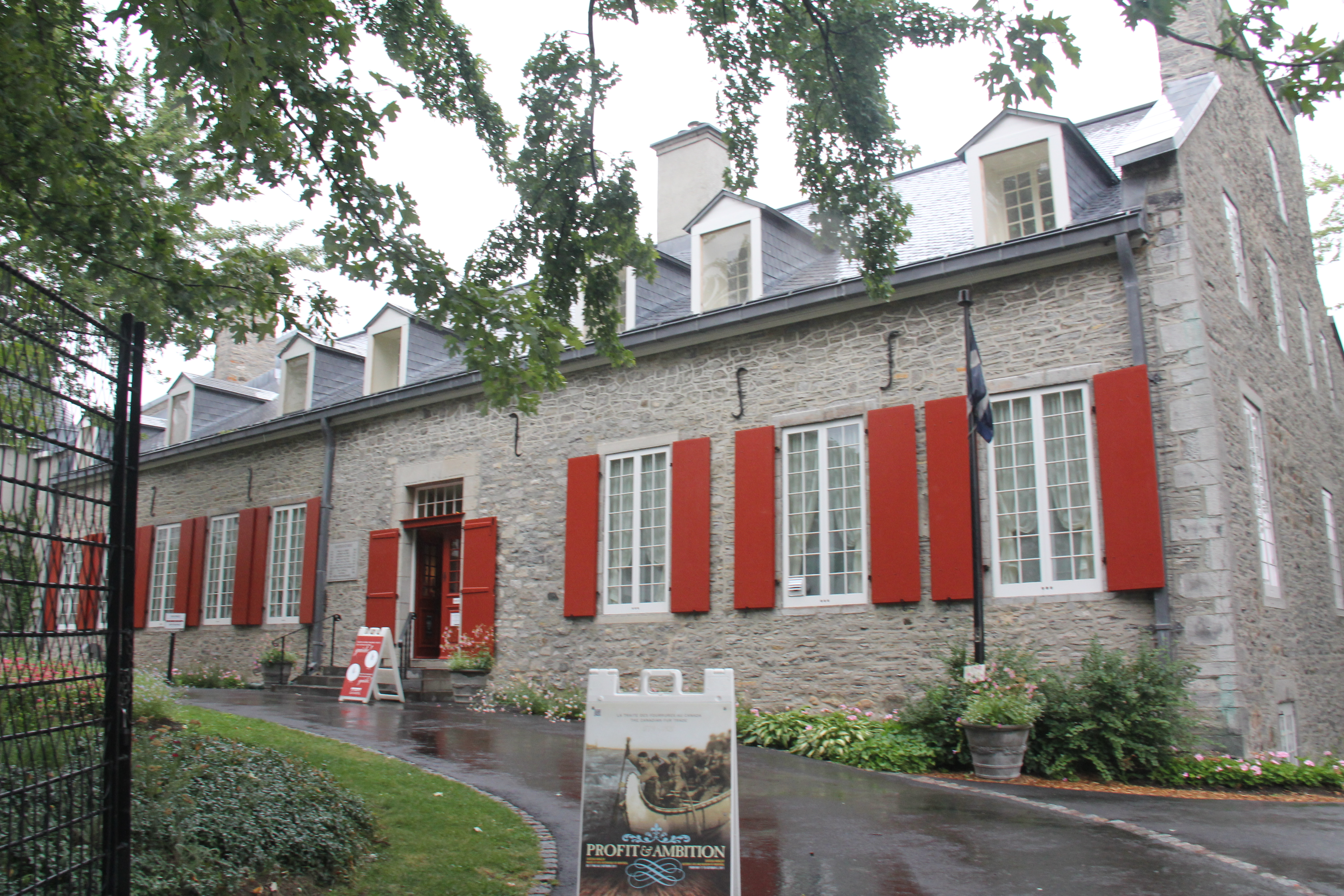
Château Ramezay

Das Château Ramezay ist ein historisches Gebäude in Montreal. Es befindet sich in der Altstadt (Vieux-Montréal) an der Rue Notre-Dame. Das Gebäude wurde im Jahr 1705 als Gouverneursresidenz erbaut und gehört zu den ältesten erhalten gebliebenen der Stadt. Heute dient es als ethnologisches Museum und Porträtgalerie. Das Château Ramezay steht unter Denkmalschutz und ist seit 1949 eine Nationale Historische Stätte.

## Geschichte

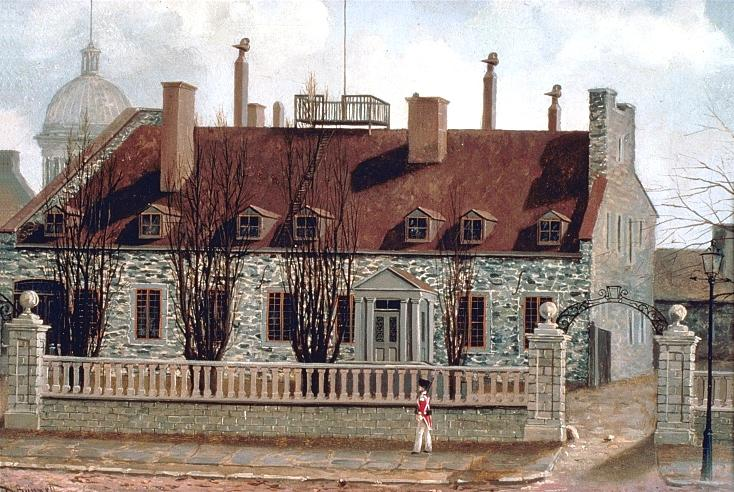
Das Gebäude auf einem Gemälde aus dem Jahr 1886

1705 ließ Claude de Ramezay, der damalige Gouverneur von Montreal, das Gebäude als persönliche Residenz errichten. Seine Nachkommen verkauften es 1745 an die Französische Westindienkompanie. 1754 richtete ein Brand große Schäden an, woraufhin das Gebäude von 1755 bis 1757 unter Verwendung der ursprünglichen Fundamente wieder aufgebaut und erweitert wurde. Nach der Eroberung Montreals durch die Briten war die Westindienkompanie im Jahr 1764 gezwungen, das Gebäude zu verkaufen. Neuer Besitzer des Château Ramezay war der Händler William Grant, der es ab 1773 an die Regierung vermietete. Fortan lebte dort der Generalgouverneur bei Aufenthalten in der Stadt, mit Ausnahme der Invasion Kanadas 1775/76 durch die Kontinentalarmee, als hier die amerikanischen Kommandeure logierten.
Der letzte Gouverneur zog 1844 aus und ab 1849 diente das Château Ramezay zunächst als Gerichtsgebäude, von 1856 bis 1879 als Grundschule. Zeitweilig waren hier auch Büros des Bildungsministeriums untergebracht. Die Université Laval eröffnete eine Zweigstelle in Montreal und nutzte das Gebäude ab 1880 für ihre medizinische Fakultät, ab 1883 auch für die juristische Fakultät. Bereits 1889 zog die Universität wieder aus und die nächsten vier Jahre war hier erneut ein Gericht untergebracht. 1895 ging das Gebäude in den Besitz der Stadt Montreal über. Seither wird es von der Société d'archéologie et de numismatique de Montréal (numismatische und archäologische Gesellschaft) genutzt, die darin ein Museum betreibt.

## Bauwerk

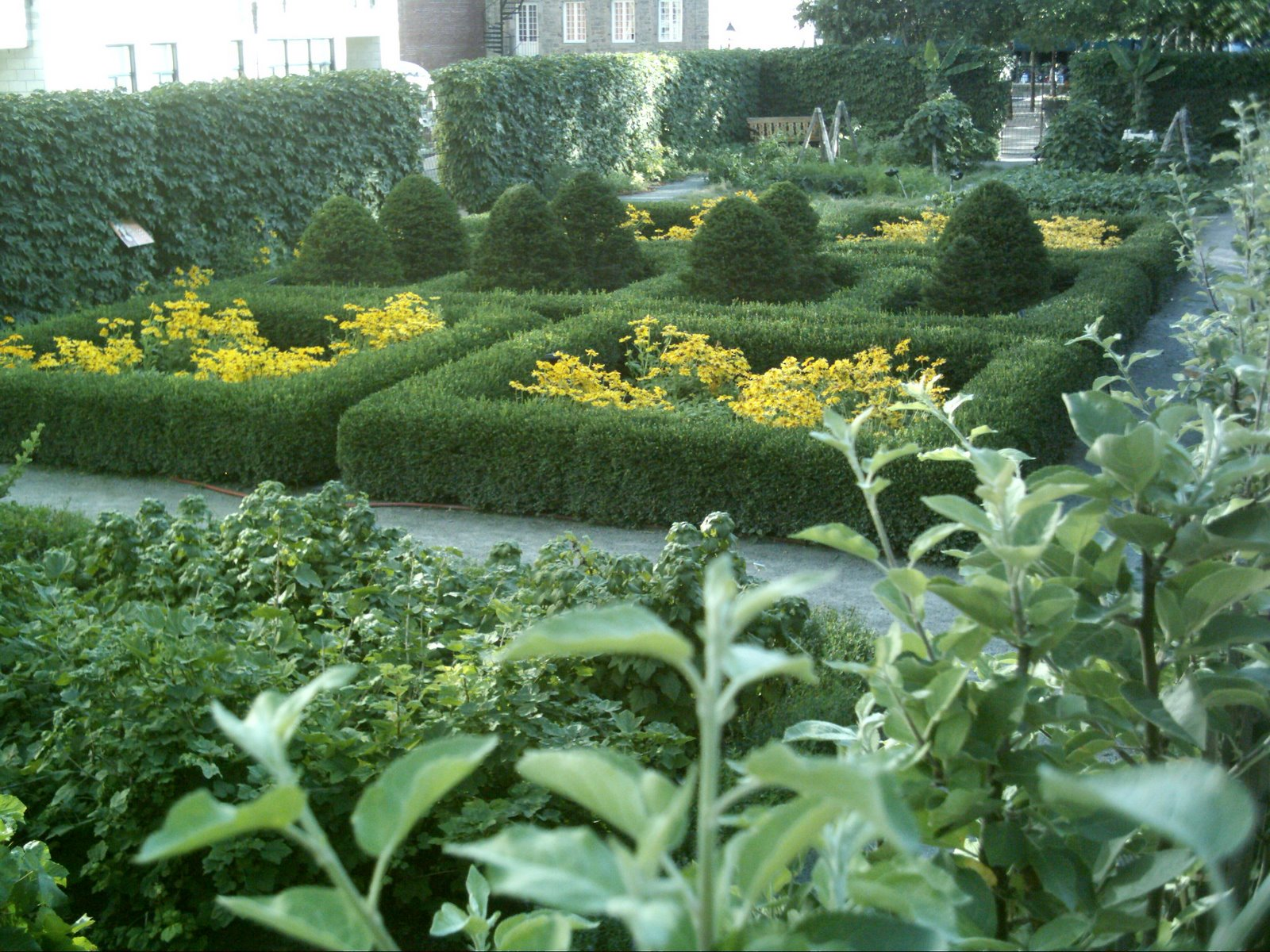
Ansicht des Gartens

Das gegenüber dem Hôtel de Ville (Rathaus) gelegene Château Ramezay präsentiert sich als typisches Stadthaus aus der Ära der Kolonie Neufrankreich. Die hellgrauen Kalkstein-Mauern bestehen zum Teil aus wiederverwendeten Feldsteinen des ursprünglichen Gebäudes, hauptsächlich aber aus Bruchsteinen von nahe gelegenen Steinbrüchen. Das Gebäude umfasst ein vollständig gewölbtes Sockelgeschoss, ein Erdgeschoss und ein Dachbodengeschoss. Darüber spannt sich ein von Giebelfeldern eingefasstes Satteldach. Die linke Fassadenseite ist mit einem Türmchen versehen.
Auf der Rückseite des Château de Ramezay erstreckt sich ein Garten im französischen Stil.

## Museum
Die Sammlung des Museums besteht hauptsächlich aus Schenkungen von Einwohnern Montreals und zählt rund 30.000 Objekte. Dazu gehören unter anderem:
- Zeichnungen, Drucke, Gemälde und Radierungen von historischer Bedeutung sowie Porträts einflussreicher Persönlichkeiten
- ethnologische Sammlung mit Gebrauchsgegenständen und Kunstwerken der Ureinwohner
- Sammlung von Gegenständen des Alltags der frankokanadischen Bevölkerung des 18. und 19. Jahrhunderts
- Münzsammlungen
- Sammlungen von Fotografien
- Bibliothek mit 13.000 Titeln